# Un sole dentro
Un sole dentro è un brano musicale della cantante italiana Irene Fornaciari.
Il brano viene scartato dal Festival di Sanremo 2007, però esce come singolo, anticipando così la pubblicazione, ad aprile, dell'album di esordio della cantante: Vertigini in fiore.
Il brano è stato inserito inoltre nell'album-raccolta eponimo Irene Fornaciari.

## Il video
Il video musicale prodotto per Un sole dentro è stato girato dal regista Gaetano Morbioli. Il video vede come protagonista la stessa Fornaciari che dice, che anche se dentro di lei c'è buio e tristezza, prima o poi verrà un raggio di luce che le porterà gioia.